# طاهرآباد ترک‌ها (جدید)
طاهرآباد ترک‌ها (جدید) روستایی در دهستان پساکوه بخش زاوین شهرستان کلات استان خراسان رضوی ایران است.

## جمعیت
بر پایه سرشماری عمومی نفوس و مسکن در سال ۱۳۹۵ جمعیت این روستا ۱۹۴ نفر (در ۵۶ خانوار) بوده‌است.